# 명지로
명지로는 용인시 처인구 중앙동부터 용인시 처인구 남동까지 이어지는 약 2.5km의 도로이다. 이 도로의 이름은 명지대학교에서 따왔다.

## 주요경유지
용인시 처인구 중앙동, 남동

## 노선
| 이름                     | 접속 노선                                   | 비고 |
| ------------------------ | ------------------------------------------- | ---- |
| 명지대학교입구사거리     | 국도 제42호선 (중부대로) (중부대로1299번길) |      |
| 역북동행정복지센터사거리 | 명지로                                      |      |
| 역북교차로               | 국도 제42호선 (신중부대로)                  |      |
| 명지대학교삼거리         | 명지로                                      |      |
| 남동사거리               | 국도 제45호선 백옥대로 송담로               |      |

## 벌금
역북 교차로 부근 이 도로의 신호과속단속 카메라에 걸린차량은 용인시 최대 벌금 ₩13,5000을 지불한다.